# 의령 쌍효각
쌍효각은 경상남도 의령군 칠곡면 외조리에 위치하고 있는 쌍효각이다. 조선시대 남치현, 남치성 형제를 천출의 효자라 고종 29년(1892) 왕명이 내려졌고, 1902년에 건립되었다.

## 역사
쌍효각은 조선 말에 남치현 남치성 형제는 어머니가 질병으로 고생할 때 낮에는 의원을 맞아드려 맞은 약을, 밤에는 하늘을 빌었다. 병이 위독하자 형이 먼저 허벅지 살을 베니 동생은 장딴지 살을 베어 의원이 산무애뱀이 효험이 있을 것이라 했다. 이 남치현, 남치성 형제의 효행을 기리기 위해 정려를 건립하게 되었다. 건설은 1892년 고종의 의해서 왕명이 내려졌고 1902년에 건립되었다. 정면 2간, 측면 1간 맞배지붕 목조기와집이다.

## 각주

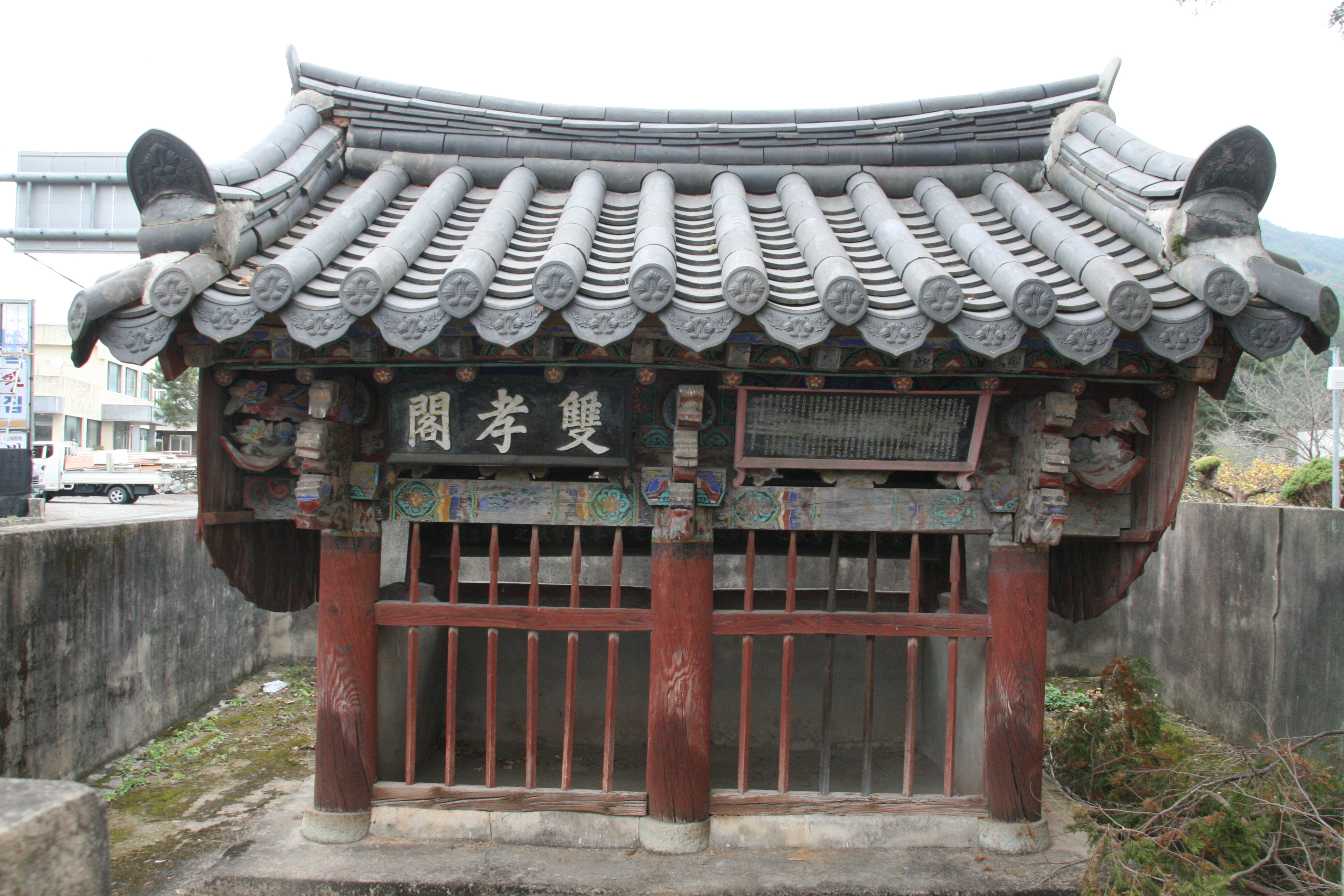
의령군 칠곡면 쌍효각

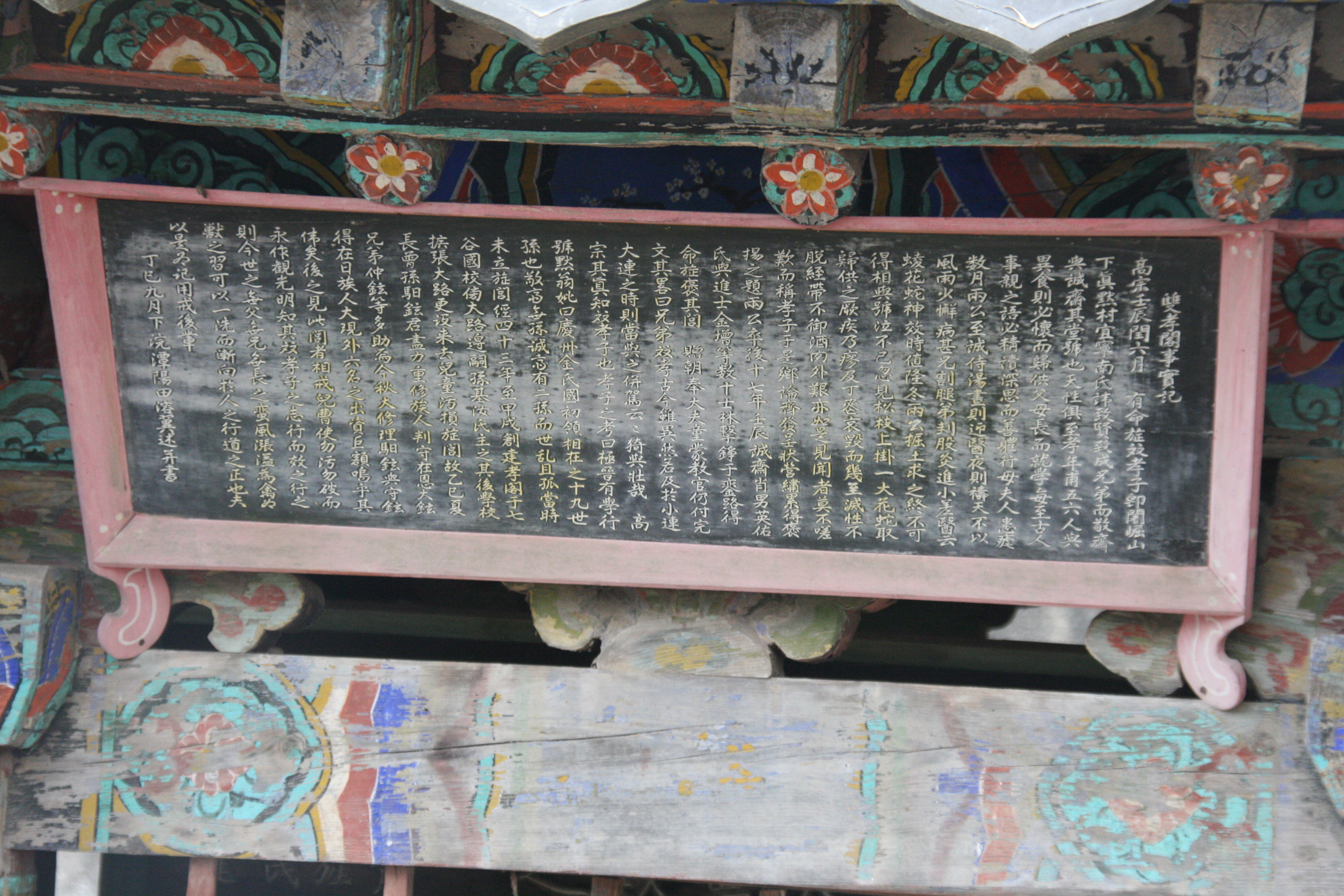
의령군 칠곡면 쌍효각